# Ал-Карша
Ель-Ка́рче ( кат. El Carxe, ісп. El Carche) — невелика гірська територія у Мурсії на кордоні з Валенсією (найвища точка — Піко-де-ла-Мадама, ісп. Pico de la Madama, вис. 1371 м), на якій частково знаходяться муніципалітети Єкла (кат. Iecla, ісп. Yecla), Хумілья (кат. Jumella) та Фаванелья (ісп. Abanilla).

## Історія

мапа 1. Ель-Карче, каталономовна територія у Мурсії, частина муніципалітетів Єкла, Хумілья та Фаванелья

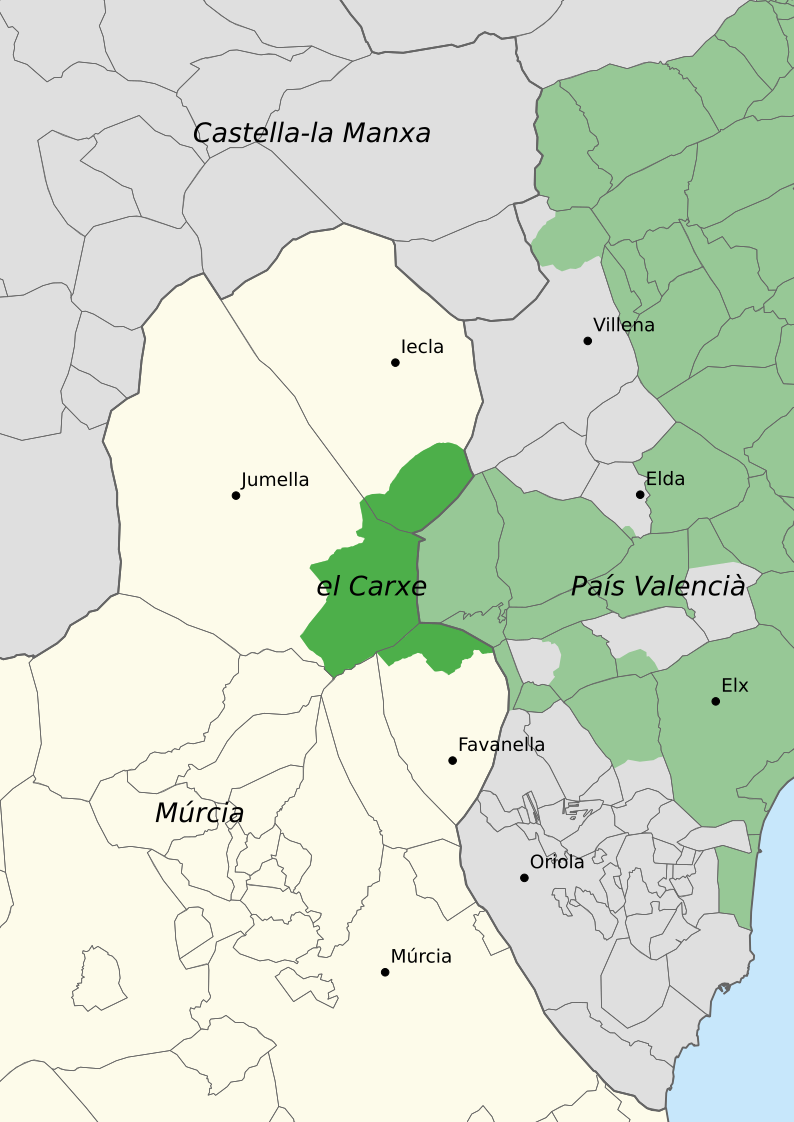
мапа 2. Поширення каталонської мови у районі Ель-Карче, відповідно до студій Мануела Санчіса-і-Ґуарне

Після вигнання маврів у XVII ст. на більшій частині Єкли, Хумельї та Фаванельї не залишилося населення. На цих землях з 1878 до 1887 року випасалася худоба, а пізніше вирощувався виноград. З того часу розпочалася еміграція каталаномовних селян з сусідньої долини Віналопо (кат. Vinalopó) у провінції Алакан (кат. Alacant), Автономна область Валенсія, особливо з територій навколо міста Пінозо (кат. Pinoso).
Переселенцями було засновано близько 20 містечок та хуторів на території муніципалітетів Єкла та Хумілья, але жодне з них самостійним муніципалітетом не стало.
Ель-Карче стала відомою на початку XX ст., коли Пера Барнілс (кат. Pere Barnils) та Антоні Ґрієра (кат. Antoni Griera) опублікували свої роботи з каталанської діалектології «Каталанські діалекти» (1919 р.), «Валенсійська говірка» (1921 р.) та «VII бюлетель каталанської діалектології». Завдяки цьому Ель-Карче і стала відомою як район з каталаномовним населенням.
У середині XX ст. також вийшла робота соціолінгвіста Мануела Санчіса-і-Ґуарне (кат. Manuel Sanchis i Guarner), де досліджувалася місцева каталонська говірка. Ель-Карче є складовою частиною «каталанських країн», разом з іншими територіями, де говорять каталанською мовою. Не зважаючи на те, що у Мурсії каталанська (чи валенсійська) не має офіційного статусу, на прохання муніципалітету Єкли «Валенсійська мовна академія» провадила певний час курси каталанської мови для мешканців цього міста. Ал-Карша займає територію 310 км², зараз на ній проживають 697 осіб (у 2006 р.).

## Демографія
Населення Ал-Карші у 1950 р. становило 3 тис. осіб, однак зараз, через кризу у сільському господарстві, його кількість зменшується. Зараз найбільшими поселеннями є Ла-Каньяза-дал-Трігу (162 осіб), Ла-Каньяза-да-л'Аленья (138 осіб) та Ал-Распай (128 осіб).
Нещодавно у цьому регіоні почали купувати землю громадяни Великої Британії.

## Поселення, де говорять каталанською мовою
Найбільші поселення, де розмовляють каталанською, знаходяться у трьох муніципалітетах:
Муніципалітет Єкла:
- Алс-Пінільюс (кат. els Pinillos),
- Ал-Распай (кат. el Raspai).

Муніципалітет Хумелья (Жумілья):
- л'Албаркілья (кат. l'Alberquilla),
- Ал-Каналіс-да-Креспу (кат. el Canalís de Crespo),
- Ла-Каньяза-дал-Трігу (кат. la Canyada del Trigo),
- Алс-Капітус (кат. els Càpitos),
- Лас-Казас-дал-Куніль (кат. les Cases del Conill),
- Лас-Кобас-да-Пенья-роха (кат. les Coves de Penya-roja),
- Алс-Аскандельш (кат. els Escandells),
- л'Аспаріт-Сан (кат. l'Esperit Sant),
- Ла-Рашя (кат. la Raixa),
- Ла-Сарса (кат. la Sarsa),
- Ла-Торра-дал-Ріку (кат. la Torre del Rico),
- Ла-Тускіля (кат. la Tosquilla).

Муніципалітет Фаванелья:
- Ла-Каньяза-да-л'Аленья (кат. la Canyada de l'Alenya),
- Лас-Казас-далс-Фрарас (кат. les Cases dels Frares),
- Ал-Кульяду-далс-Ґабріелс (кат. el Collado dels Gabriels),
- л'Умбрія-да-ла-Сарса (кат. l'Ombria de la Sarsa).